# 너의 결혼식, 나의 결혼식
"너의 결혼식, 나의 결혼식"(Chupachups)은 한국에서 제작된 경지숙 감독의 2011년 멜로/로맨스 영화이다. 이미도 등이 주연으로 출연하였다.

## 출연

### 주연
- 이미도
- 이명진
- 김봉수

## 기타
- 사운드슈퍼바이저: 장상열